# Cal·list I
Cal·list I (en llatí: Callistus, en grec antic: Κάλλιστος Α') va ser un monjo del Mont Atos.
Durant la guerra entre Joan V Paleòleg (1341-1391) i Joan VI Cantacuzè (1347-1354) va ser enviat a Constantinoble. L'emperadriu Anna i el patriarca Joan XIV (1347) el van maltractar però el 1350 Joan VI Cantacuzè el va nomenar Patriarca de Constantinoble. L'any 1353 Joan VI li va demanar de què posés la corona al seu fill Mateu Cantacuzè però s'hi va negar i es va retirar a un monestir l'any següent, el 1354. L'emperador li va demanar de seguir com a patriarca, però no va voler acceptar el càrrec i en lloc seu va ser nomenat Filoteu Cocci però per poc temps, ja que Joan V Paleòleg va obtenir la victòria. Llavors Joan V el va cridar i el va fer de nou patriarca. L'any 1363 va ser enviat com ambaixador a la princesa sèrbia Elisabet i va morir pel camí prop de Ferne, capital dels serbis.